# Claudio Pettina
Claudio Pettina (* 1959) ist ein ehemaliger italienischer Radrennfahrer.
Schon  als Schüler begann er im Jahre 1975 Radrennen zu fahren.  Bereits 1977 stand er auf der Auswahlliste für die WM.
- 1978 gewann er die Trofeo Gianfranco Bianchin[Anmerkung 1]
- 1979 gewann er den GP Sovizzo–Piccola Sanremo
- 1980 gewann er den Coppa Caduti Nervianesi[Anmerkung 2]

1979 wurde Pettina auch italienischer Meister in der Einerverfolgung auf der Bahn bei Bassano, italienischer Meister der Mannschaftsverfolgung auf der Radrennbahn Vigorelli und Europameister im 100-km-Team in Belgien. 1982 gewann er erneut die Meisterschaft in der Einerverfolgung. Als Amateur war Pettina für die Nationalmannschaft Italiens Teilnehmer der Internationalen Friedensfahrt 1982. Er beendete das Etappenrennen als 45. der Gesamtwertung.